# Râul Volădanu
Râul Volădanu este un curs de apă, afluent al râului Șușița. 